# Deng Nanguang
Deng Nanguang (Nan-guang nebo Deng Tenghui, znaky 鄧南光, 5. prosince 1907 okres Sin-ču Tchaj-wan – 16. června 1971) byl průkopník tchajwanské fotografie a společně se dvěma dalšími kolegy Changem Tsaiem a Liem Mingjiaem jsou známí jako „Tři mušketýři z Taipei“.

## Životopis
Deng Tenghui se narodil v Beipu. Když mu bylo 17 let odešel do Japonska, aby získal vysokoškolské vzdělání. Když studoval ekonomii na Hosei University, nastoupil do fotoklubu a od té doby měl rád fotografii. Fotografická kamera, kterou původně používal, byla Kodak Autographic Camera. Fotoaparát byl na svou dobu luxusní, jeho zámožná rodina byla schopná poskytnout dobrou finanční podporu. Od té doby chodil každý den do školy s fotoaparátem a zachycoval lidi, věci a události kolem sebe.
V té době se v Japonsku vytvářela nově vznikající fotografická vlna pocházející z Německa a Francie, její estetika a forma zdůrazňovaly improvizaci, volné skicování, kombinaci montáží a podvědomou náladu, což byla to reakce na konzervativní a tradiční malbu. Deng Nanguang, byl témto fotografickým myšlením ovlivněn a také věřil tomu, co uváděla Kimura Yoshihide, že fotoaparát by měl být použit jako nedílná součást vlastních očí a mysli a že moderní fotografie je dynamická a realistická. Prakticky to znamenalo, že musí být oddělena od statických, umělých a dekorativních malířských salonů minulosti.

## Kariéra
Fotograf Chang Chao-Tang komentoval dílo Deng Nanguanga, „plné romantiky a beznaděje“. Fotografická kariéra Denga Nanguanga je rozdělena do tří fází. První je předválečná fáze v období pobytu v Japonsku, druhá je tchajwanská a třetí jsou portréty a ženy. Nejplodnější bylo tchajwanské období.
V roce 1935, poté co získal vysokoškolský diplom, se vrátil na Tchaj-wan do Tchaj-peje, kde začal v oblasti fotografie podnikat.

## Galerie

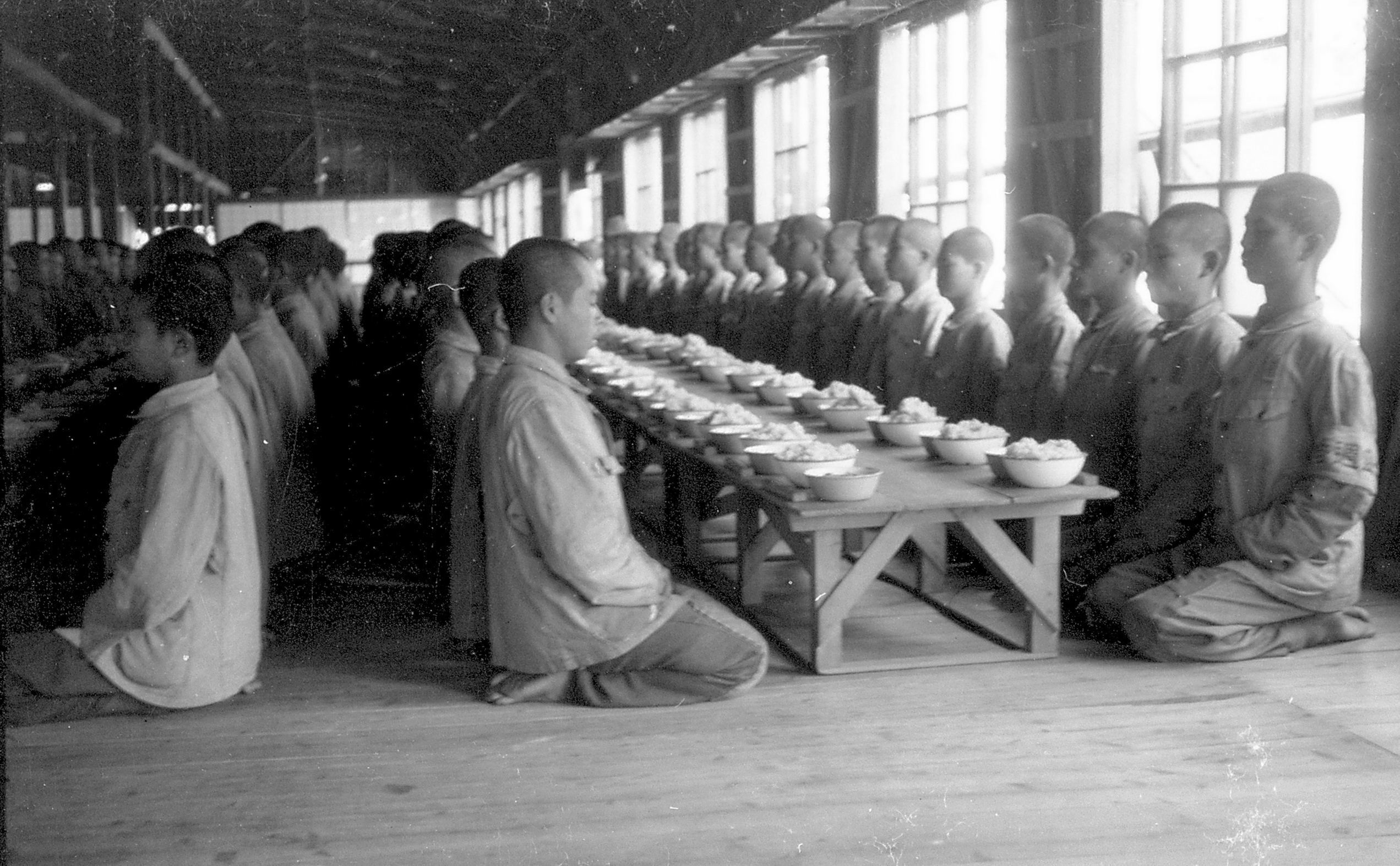
Mladí vojáci při stolování
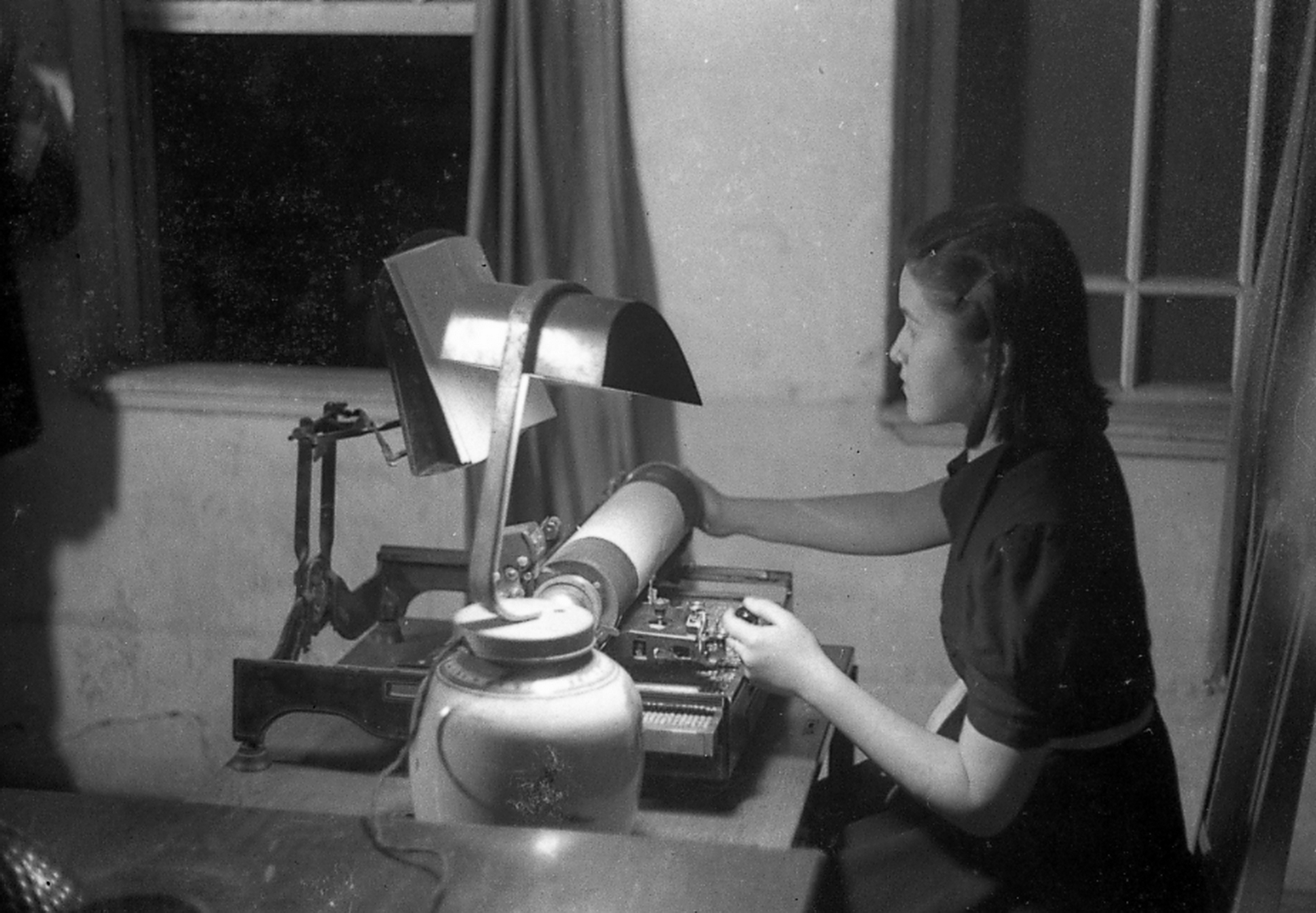
Dívka při psaní, 1930
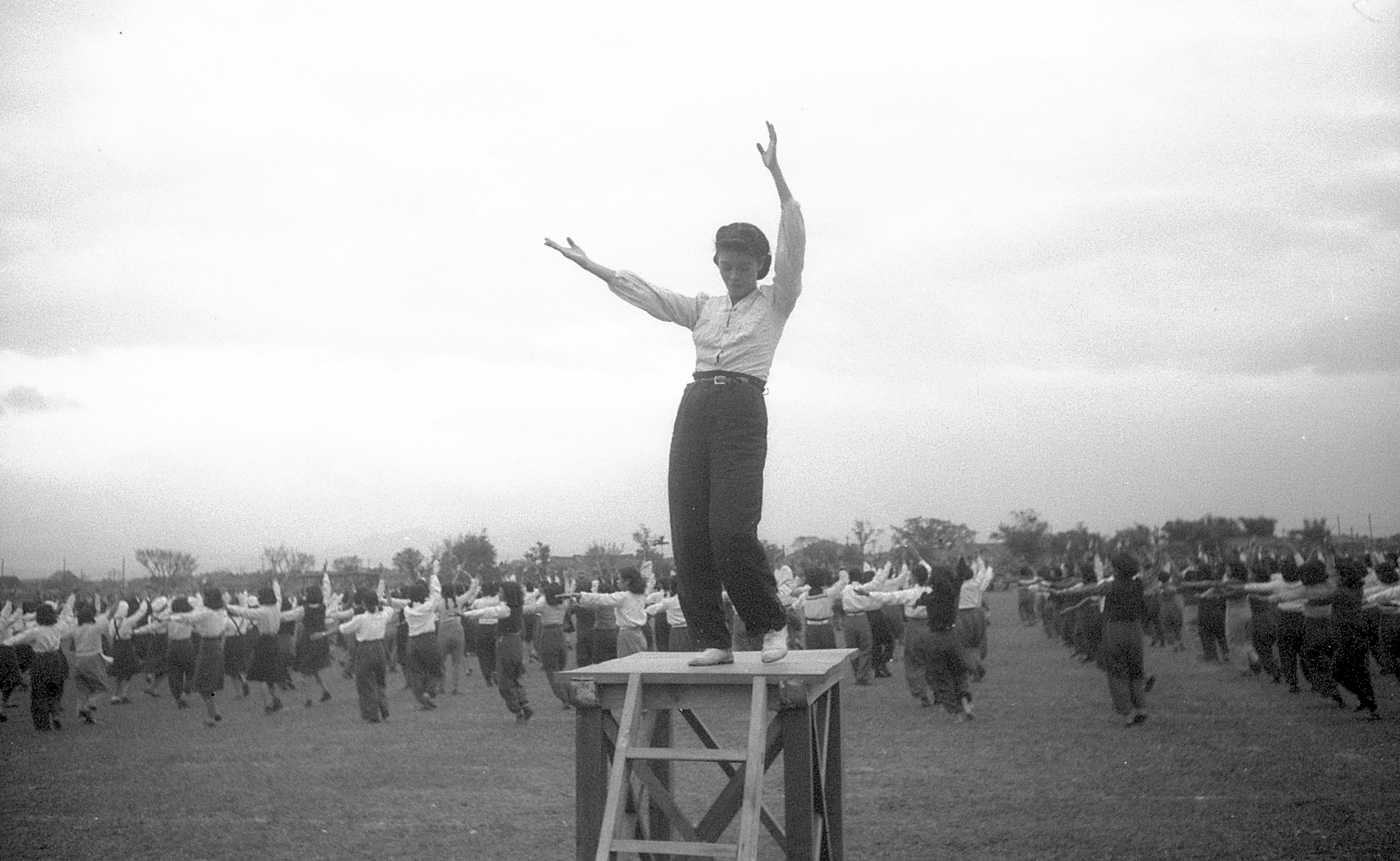
Cvičení, Taihoku, 1940–1945
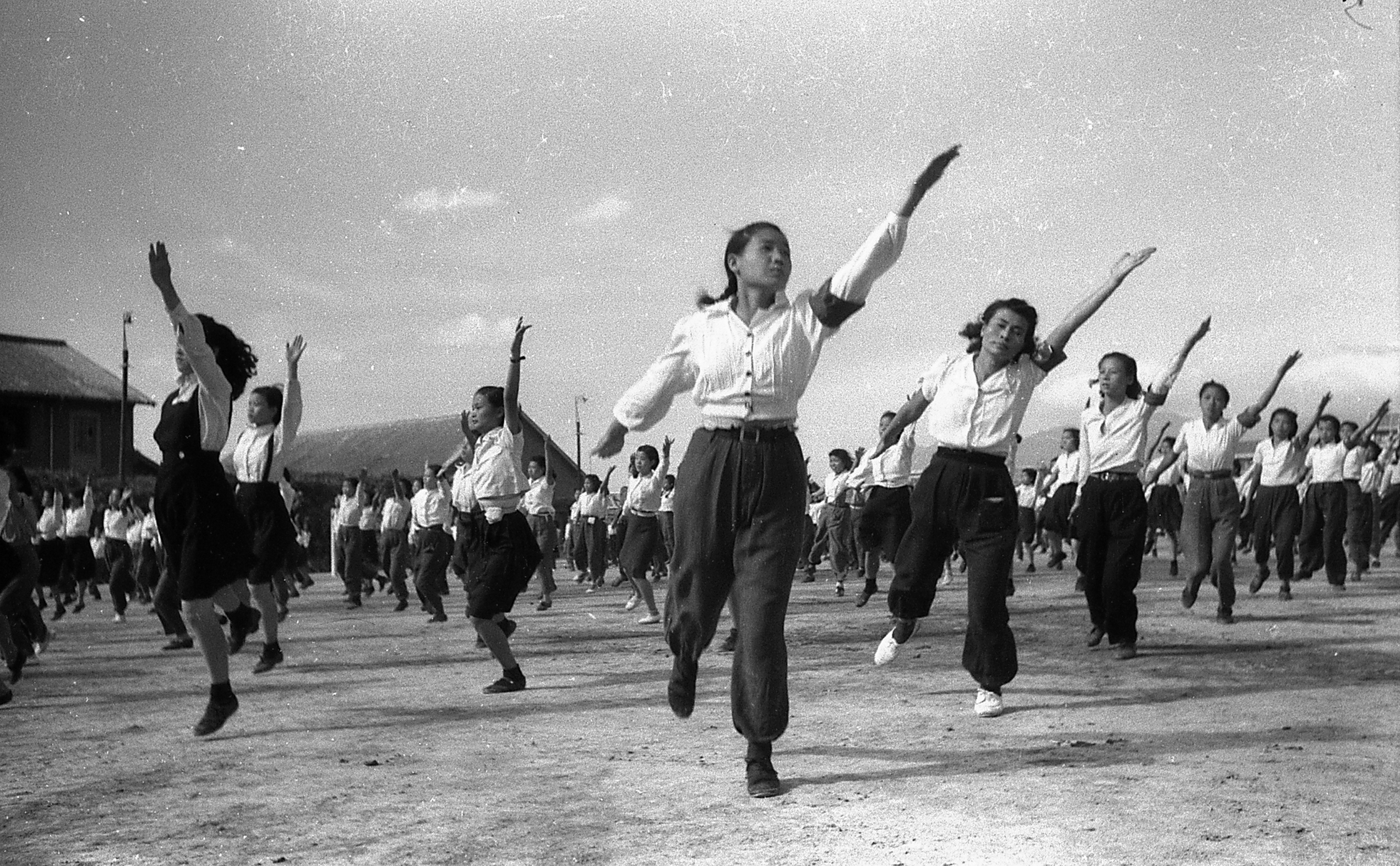
Cvičení, Taihoku, 1940–1945
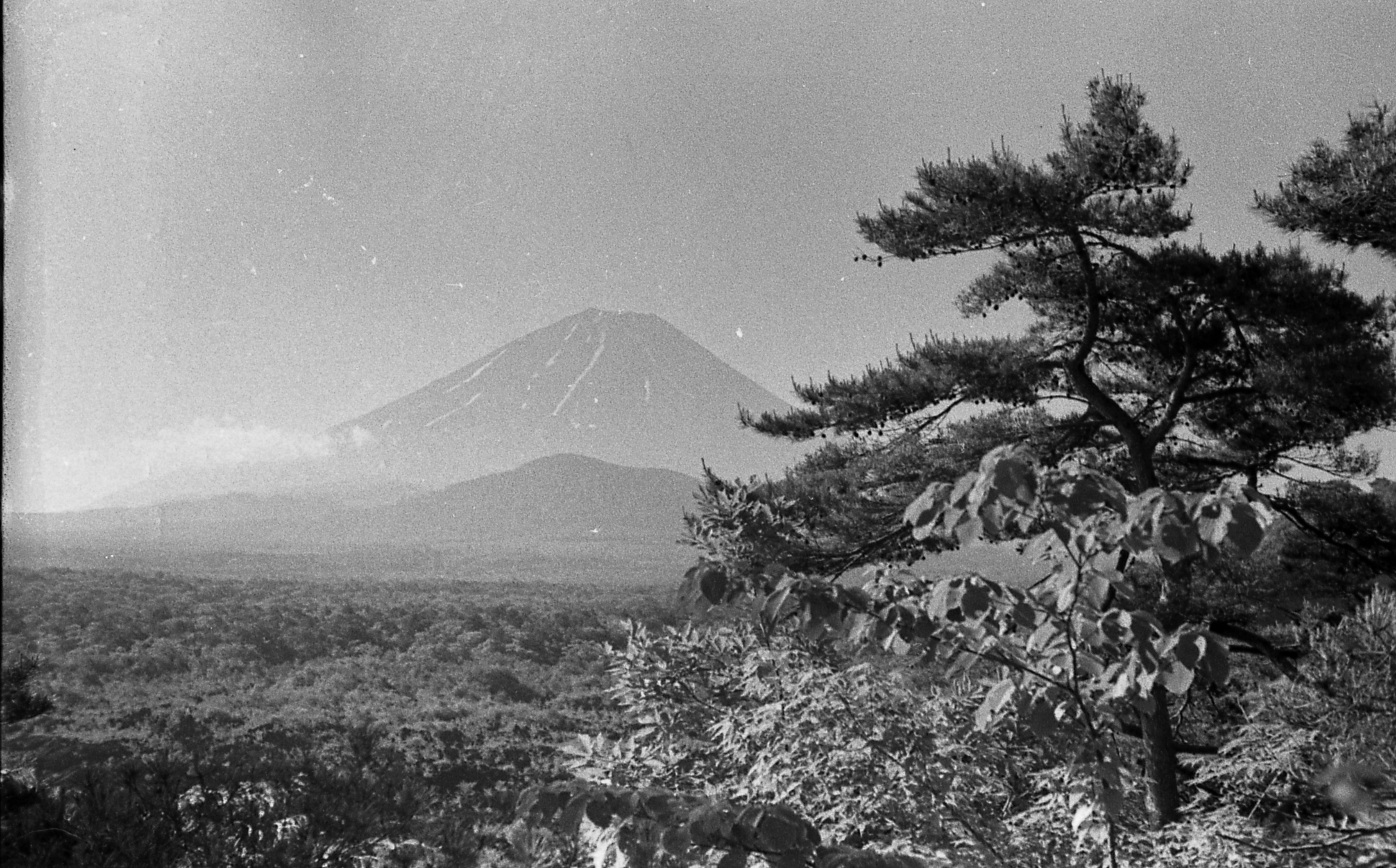
Hora Fuji
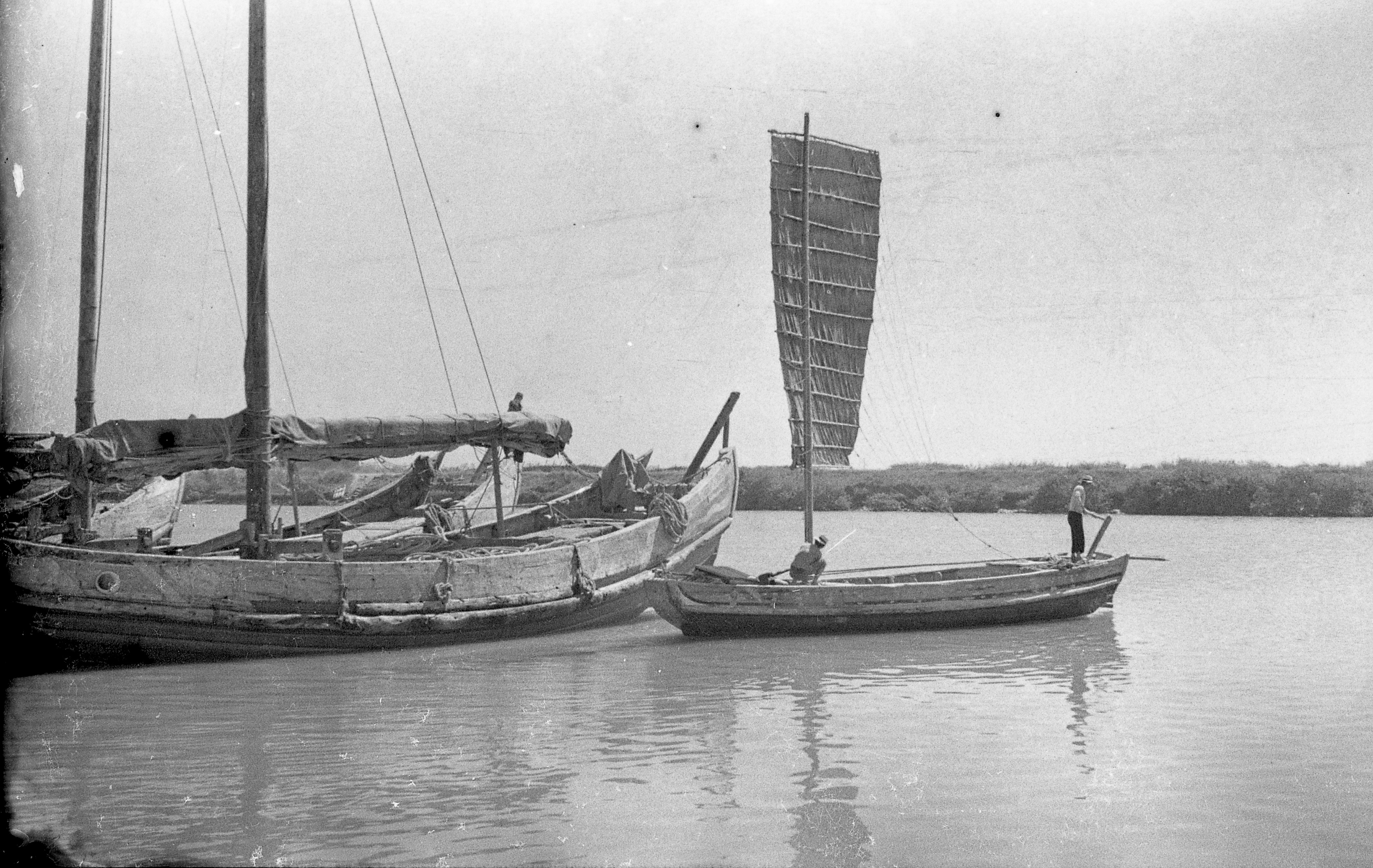
Loďky na řece Tamsui
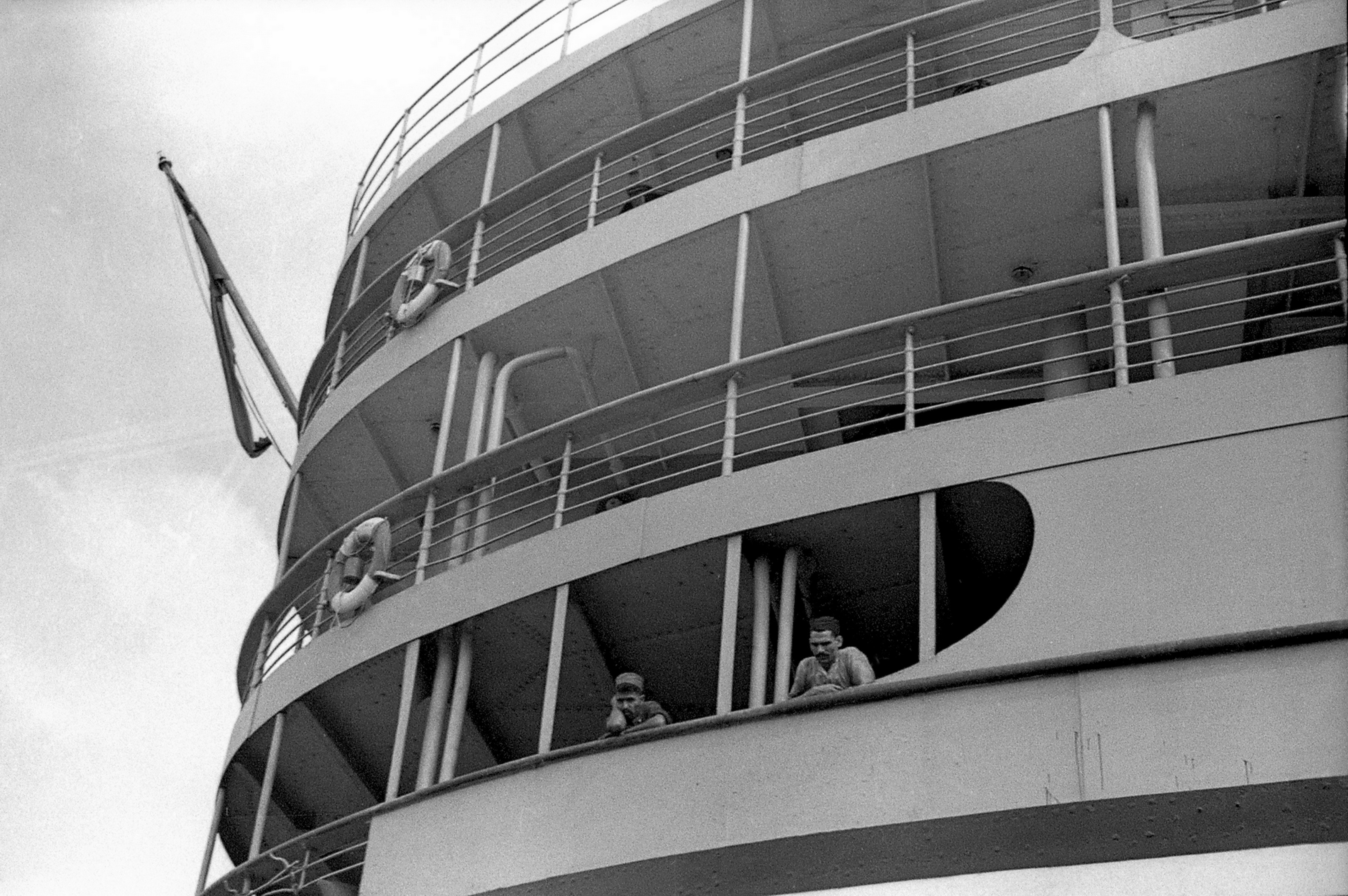
Námořníci na osobní lodi v Tokiu, 1940–1950
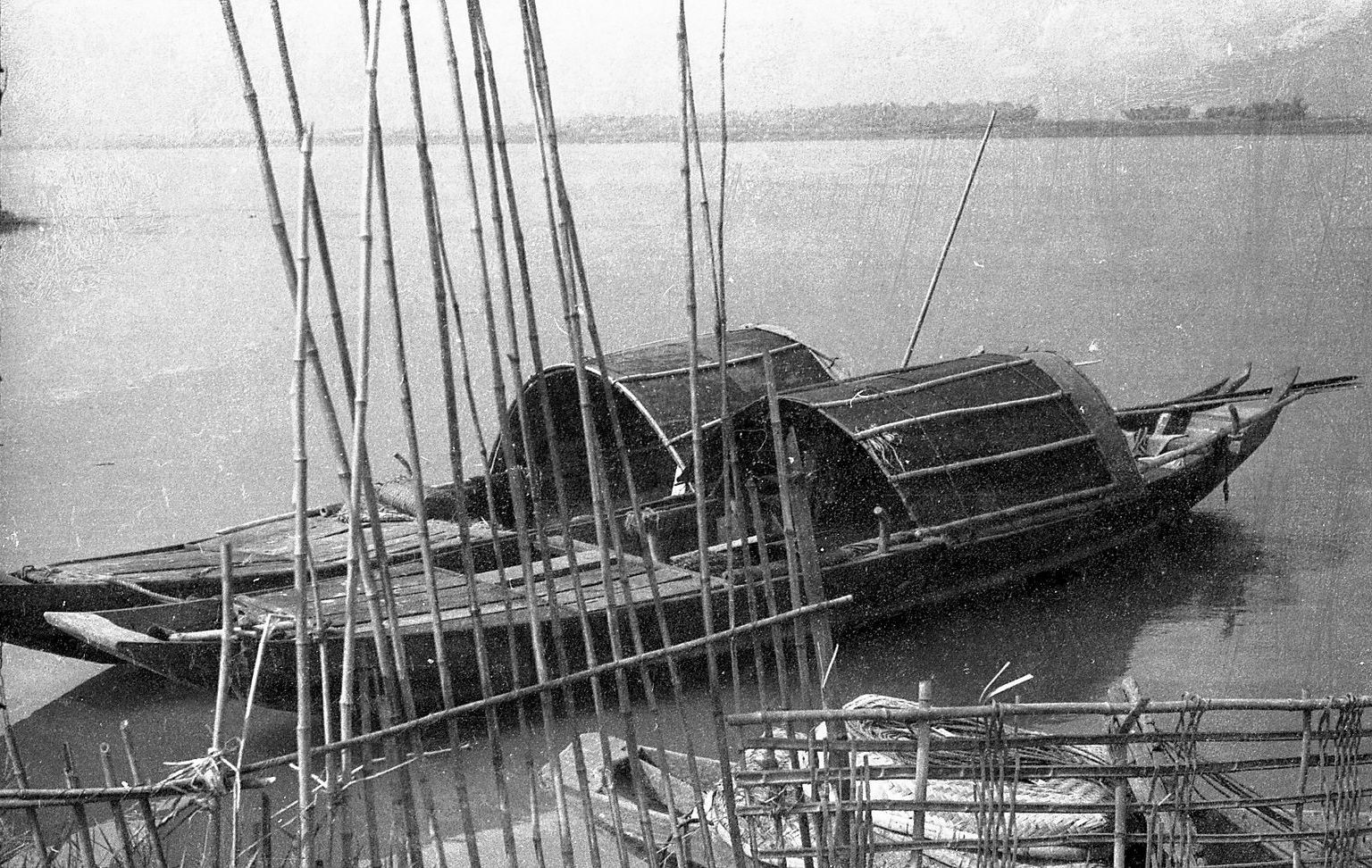
Loďky typu sampan na břehu řeky Tamsui, 1940–1950
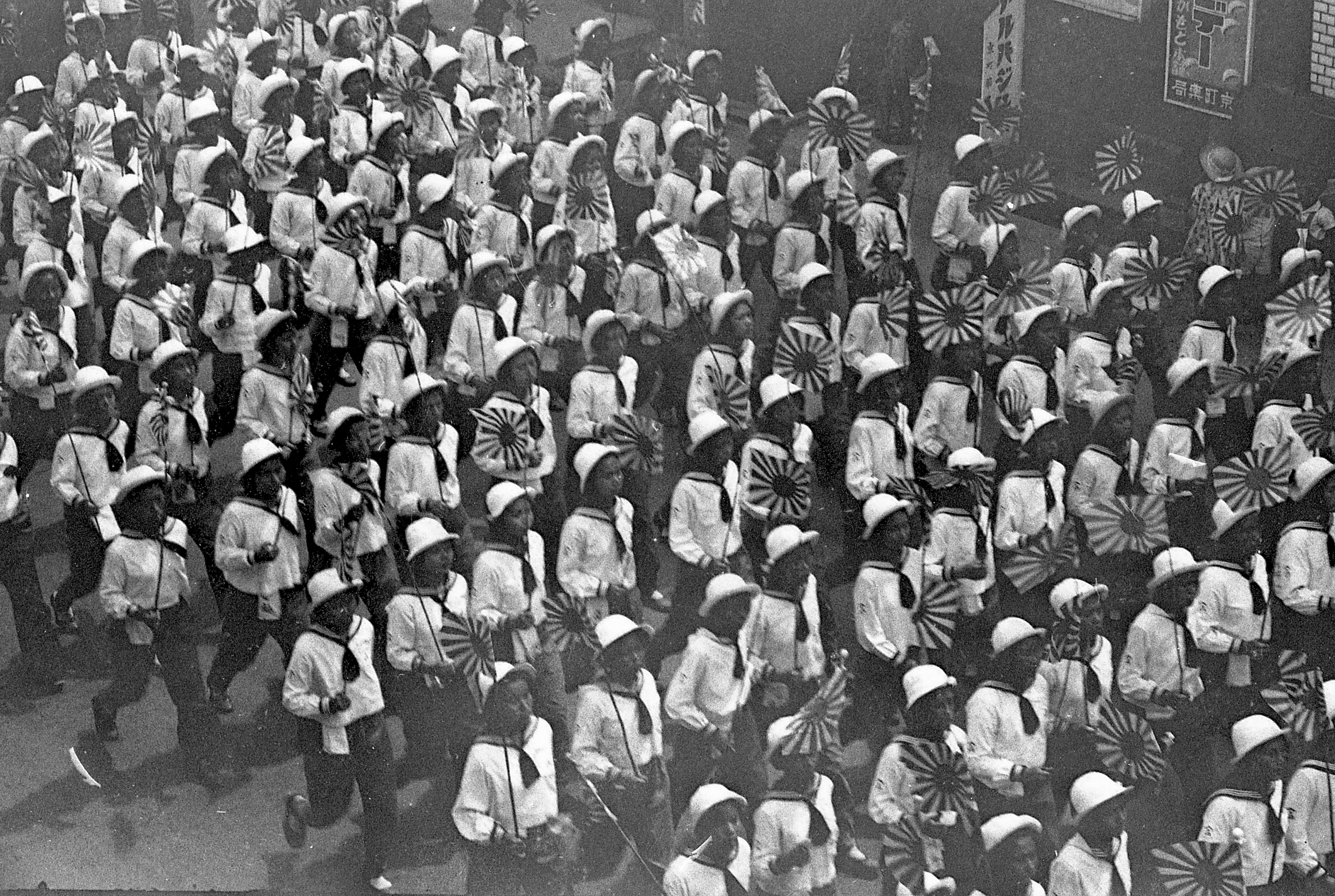
Školní děti s vlajkami, festival Kyomachi Taihoku, 1940–1950